# Karel Boleslav Jirák
Karel Boleslav Jirák (Karel Bohuslav Jirák), né le 28 janvier 1891 à Prague (Bohême) et mort le 30 janvier 1972  à Chicago, aux États-Unis, est un compositeur et chef d'orchestre tchécoslovaque.

## Biographie
Jirák naît à Prague et est élève de Josef Bohuslav Foerster et Vítězslav Novák à l'Université Charles et à l'académie de musique de Prague.
De 1915 à 1918, il est le maître de chapelle à l'Opéra de Hambourg. Parmi ses œuvres les plus importantes de cette période, on trouve le quatuor à cordes n° 1, créé avec succès par le Quatuor tchèque, la Symphonie n° 1, Treize chansons, un sextuor à cordes avec alto solo et bien d'autres. Il travaille de 1918 à 1919 en tant que chef d'orchestre au Théâtre National à Brno et Ostrava. De 1920 à 1930, il est professeur de composition au conservatoire de Prague, où il a pour élèves Miloslav Kabeláč, Jaroslav Ježek, Iša Krejčí, Klement Slavický. En 1930, il est directeur du programme de musique de la Radio tchécoslovaque et chef principal de l'Orchestre de la Radio tchécoslovaque jusqu'en 1945. Pendant les années où il a travaillé à la radio, il compose peu. Ce travail à la radio était si épuisant et occupait tant d'heures, qu'il n'avait presque pas de temps à consacrer à la composition. Cependant, il revient à la composition, en 1937, quand il a écrit sa troisième Symphonie et un certain nombre d'autres œuvres vocales et de musique de chambre.
Après avoir été accusé d'attitude antisociale en 1945 par un groupe de membres de l'Orchestre de la Radio, il est contraint de quitter son poste. Il a alors plus de temps pour la composition et il écrit plusieurs autres œuvres à succès. Il est réhabilité lors d'un procès en 1947. Cela est sans doute l'une des raisons pour lesquelles il a accepté l'invitation de Chicago à donner un cours de musique d'été à l'université.
En 1947, il émigre aux États-Unis, où de 1948 à 1967, il est professeur à l'université Roosevelt de Chicago et en 1967, professeur de composition au Conservatoire de Chicago. Il reste à ce poste jusqu'en 1971.

## Compositions
Jirák a écrit un opéra « Apolonius z Tyany » (Apollonius de Tyane, 1912-1913), qui a été initialement ignoré par le Théâtre national de Prague, puis accepté sous le titre de « Žena a Buh » (La femme et le dieu , 1936). Il a écrit six symphonies et de nombreuses variations symphoniques. En 1952, il a écrit un Scherzo symphonique. Il a également écrit de nombreuses suites et des ouvertures, de nombreuses pièces de musique de chambre, de nombreux préludes et une suite pour orgue, un Requiem, des chœurs et des cycles de mélodies. Il était un théoricien renommé de la musique.